# Biblioteca Can Sumarro
La Biblioteca Can Sumarro está ubicada en una antigua masía del siglo XVI (1580), remodelada como equipamiento público en el distrito centro de Hospitalet de Llobregat, por los arquitectos Josep Martorell, Oriol Bohigas y David MacKay.
Fue inaugurada el 23 de abril de 1983, gracias a un convenio entre la Generalidad de Cataluña  y el Ayuntamiento de Hospitalet de Llobregat. Actualmente está adscrita a la Red de Bibliotecas Municipales de Barcelona.
La biblioteca consta de dos edificios (área adultos e infantil) y está rodeada por jardines.

## Historia
El antiguo mas llamado Can Sumarro, situado entre la calle Barcelona y la Riera de l'Escorxador. Fue construida en el siglo XVI (en la puerta adovelada consta la fecha 1580) por Jesús M. Montserrat Serdanya. En el siglo XVIII pasó la propiedad al marquesado de Castellbell y, más adelante, a la familia Prats. Desde 1959 es propiedad municipal por cesión testamentaria del Dr. Santiago Prats y Comas. El edificio se declaró bien cultural de interés local el 10 de noviembre de 1975.
No fue hasta 1979 cuando, desde la Concejalía de Cultura que encabezaba el escritor Paco Candel, se decidió utilizar el espacio como biblioteca. Fue entonces cuando se inició el proceso de restauración y rehabilitación de la masía, manteniendo la estructura inicial que podemos ver hoy.
En 1982, Ignasi Pujana, alcalde de Hospitalet y Max Cahner, consejero de Cultura de la Generalidad de Cataluña, firman el acuerdo por el cual la finca Can Sumarro será sede de la Biblioteca Central de Hospitalet de Llobregat.
La rehabilitación del edificio principal y del antiguo pajar creó dos espacios diferenciados donde están situadas la biblioteca infantil, por un lado, y la biblioteca de adultos por otro. Será inaugurada en 1983 y prestará apoyo a la biblioteca escolar Frederic Mistral y al Centro de Lectura Ramón Fernández Jurado.
El año 1997, con la publicación del Plan de Bibliotecas de Hospitalet, la biblioteca Can Sumarro pierde la denominación de Biblioteca Central, pasando a ser considerada Biblioteca de Distrito.

## Colección
Actualmente la biblioteca cuenta con un fondo de más de 60 000 documentos, en varios formatos, de todas las áreas del conocimiento.
Destaca el fondo de cine español, que constituye una orientación especial de compra dentro de la política de colección de la biblioteca.

## Localización
Calle Riera del Matadero, 2

Hospitalet de Llobregat CP: 08901